# 일승
일승(一乘, 1승, 산스크리트어: Ekayāna) 또는 1불승(一佛乘)은 소승(小乘) 즉 성문승(聲聞乘) · 연각승(緣覺乘)의 2승(二乘)에 대해서 대승 불교가 스스로의 입장을 나타낸 것이다.
1승의 교의에서는 불교의 진실한 가르침은 오직 한 가지이며, 그 가르침에 의해서 어떤 사람도 성불(成佛)할 수 있다고 주장한다. 1승의 교의에 따르면, 대승의 길을 가는 수행자는 고타마 붓다가 전생에 보살이라고 불린 것과 마찬가지로 모두 보살이라고 불린다. 또한 고타마 붓다가 전생에 중생제도를 위해 자신의 깨달음을 뒤로 돌리고 무량(無量)의 선근공덕(善根功德)을 쌓은 것처럼 대승의 보살들도 중생제도를 위하여 자신의 깨달음을 뒤로 돌리고 우선 다른 사람들을 구한다[自未得度先度他]고 하는 이타행(利他行)을 행할 임무를 가진다고 주장한다. 그리하여 모든 사람들이 구제받지 못하는 한 스스로 이상의 세계로 들어가지 아니하고("무주처열반 · 無住處涅槃: 열반에 주처하지 않는다") 항시 현실세계에 있으면서 세상을 위해 봉사한다는 입장이 주장되었다.
이후 《법화경》 등에 의해서, 성문 · 연각의 2승도 역시 최종적으로는 부처가 되어야 할 것이며, 3승의 길을 구별하는 것은 사람의 자질이나 능력에 따라 가르치는 방편설(方便說)에 불과하며 진실로는 오직 하나의 불승(佛乘) 즉 하나의 깨달음의 길만이 있을 수 있다는 견해가 강조되었다. 그리고 이러한 견해가 1승의 참된 뜻인 것으로 널리 받아들여졌다.

## 같이 보기
- 삼승

## 참고 문헌
- 이 문서에는 다음커뮤니케이션(현 카카오)에서 GFDL 또는 CC-SA 라이선스로 배포한 글로벌 세계대백과사전의 내용을 기초로 작성된 글이 포함되어 있습니다.
- 운허.  동국역경원 편집, 편집. 《불교 사전》. |title=에 외부 링크가 있음 (도움말)